# Ochna gamostigmata
Ochna gamostigmata là một loài thực vật có hoa trong họ Ochnaceae. Loài này được Du Toit mô tả khoa học đầu tiên..